# (3328) Interposita
(3328) Interposita – planetoida z pasa głównego asteroid okrążająca Słońce w ciągu 5 lat i 91 dni w średniej odległości 3,02 j.a. Została odkryta 21 sierpnia 1985 roku w Zimmerwald Observatory w Szwajcarii przez Thomasa Schildknechta. Przed nadaniem nazwy planetoida nosiła oznaczenie tymczasowe (3328) 1985 QD1.